# آی‌ان‌اس سیندوراکشاک (اس۶۳)
آی‌ان‌اس سیندوراکشاک (اس۶۳) (به انگلیسی: INS Sindhurakshak (S63)) یک زیردریایی بود که طول آن ۷۲٫۶ متر (۲۳۸ فوت) بود. این زیردریایی در سال ۱۹۹۷ ساخته شد.